# In einem Jahr mit 13 Monden
In einem Jahr mit 13 Monden (En un any de 13 llunes) és una pel·lícula alemanya de Rainer Werner Fassbinder estrenada el 1978

## Argument
La pel·lícula segueix els cinc darrers dies de la vida d'Erwin Weishaupt (Volker Spengler). Enamorat del seu anterior soci Anton Saitzshe (Gottfried John) decideix canviar el seu sexe i convertir-se en Elvira.

## Repartiment
- Volker Spengler - Erwin / Elvira Weishaupt
- Ingrid Caven - Rote Zora
- Gottfried John - Anton Saitz
- Elisabeth Trissenaar - Irene Weishaupt
- Eva Mattes - Marie-Ann Weishaupt
- Günther Kaufmann - J. Smolik
- Lilo Pempeit - Sor Gudrun
- Isolde Barth – Sibil·la
- Karl Scheydt - Christoph Hacker
- Walter Bockmayer - Soul-Frieda
- Peter Kollek - alcohòlic
- Bob Dorsay - city tramp
- Gerhard Zwerenz - Burghard Hauser, escriptor[4]